# Torneio de Wimbledon de 2023
O Torneio de Wimbledon de 2023 foi um torneio de tênis disputado nas quadras de grama do All England Lawn Tennis and Croquet Club, no bairro de Wimbledon, em Londres, no Reino Unido, entre 3 e 16 de julho. Corresponde à 55ª edição da era aberta e à 136ª de todos os tempos.
O espanhol Carlos Alcaraz evitou o terceiro Slam seguido e a defesa de título de Novak Djokovic, em uma final de cinco sets, começando perdendo por 6–1. Com o resultado, preservou-se no topo do ranking. A tcheca Markéta Vondroušová conquistou o major de estreia e foi a primeira não cabeça de chave a fazê-lo em Wimbledon. Ao derrotar a tunisiana Ons Jabeur, finalista do ano passado, assegurou o lugar no top 10 feminino.
Outra vitória pelo placar simples, de 2 sets a 0, e primeiro Slam aconteceu nas duplas masculinas, pelo holandês Wesley Koolhof e pelo britânico Neal Skupski. As experientes Hsieh Su-wei e Barbora Strýcová, ambas de 37 anos, retornando após uma pausa que teria sido definitiva nas carreiras, derrotaram Elise Mertens e Zhang Shuai para levantar o troféu de duplas femininas. É o segundo major seguido da taiwanesa e o segundo seguido da dupla, no mesmo torneio, após quatro anos.
Completando os eventos principais, Mate Pavić e Lyudmyla Kichenok venceram em mistas em um disputado jogo de três sets. Foi o primeiro Slam da jogadora ucraniana.

## Retorno de jogadores
A 136ª edição contou com o volta dos jogadores russos e bielorrussos, que foram proibidos de participar em 2022 por causa da reação internacional à invação da Ucrânia pela Rússia – com apoio da Bielorrússia. Eles não poderão expressar apoio ao conflito, receber financiamento de seus países, além de entrar em quadra sob bandeira neutra – algo já praticado pelo restante do circuito. Nomes que buscam o primeiro título de Wimbledon incluem Daniil Medvedev, Aryna Sabalenka e Victoria Azarenka.

## Transmissão
Esta é a lista de países e canais designados a transmitir o torneio durante a edição em questão:
Países lusófonos

| País(es) | Canal(is)         |
| -------- | ----------------- |
| Brasil   | ESPN SporTV Star+ |
| Portugal | Sport TV          |
| Macau    | CCTV-5            |

Resto do mundo
| País(es)                                                                                                | Canal(is)                                  |
| Países avulsos                                                                                          |                                            |
| África                                                                                                  | África                                     |
| --- | ------------------------------------------ |
| África do Sul                                                                                           | SuperSport                                 |
| Tunísia                                                                                                 | beIN Sports MENA [en]                      |
| Américas                                                                                                |                                            |
| Canadá                                                                                                  | RDS [en] TSN                               |
| Estados Unidos                                                                                          | ESPN Tennis Channel                        |
| Ásia |                                            |
| Azerbaijão                                                                                              | CBC Sport [en] S Sport [tr]                |
| Cazaquistão                                                                                             | S Sport Qazsport [en]                      |
| China                                                                                                   | CCTV-5 iQIYI Shanghai TV Great Sports [en] |
| Índia                                                                                                   | Star India                                 |
| Israel                                                                                                  | Sports Channel (5 Sport) [en]              |
| Japão                                                                                                   | NHK WOWOW                                  |
| Paquistão                                                                                               | PTV [en]                                   |
| Quirguistão                                                                                             | Qazsport [en] S Sport                      |
| Taiwan                                                                                                  | Sportcast                                  |
| Turquia                                                                                                 | S Sport [tr] TRT                           |
| Europa                                                                                                  |                                            |
| Alemanha                                                                                                | Sky Deutschland                            |
| Chipre                                                                                                  | cyta [en]                                  |
| Dinamarca                                                                                               | DR                                         |
| Espanha                                                                                                 | Movistar+                                  |
| França                                                                                                  | beIN Sports                                |
| Grã-Bretanha                                                                                            | BBC Eurosport                              |
| Grécia                                                                                                  | Nova Sports [en]                           |
| Irlanda                                                                                                 | Premier Sports [en]                        |
| Itália                                                                                                  | Sky Italia SuperTennis                     |
| Letónia                                                                                                 | S Sport [tr] TV3                           |
| Malta                                                                                                   | Go Multiplus [en]                          |
| Moldávia                                                                                                | EBEL                                       |
| Países Baixos                                                                                           | Eurosport Ziggo Sport [en]                 |
| Polónia                                                                                                 | Polsat                                     |
| Sérvia                                                                                                  | RTS Sport Klub [en]                        |
| Suíça                                                                                                   | SRG SSR (RTS, RSI e SRF)                   |
| Ucrânia                                                                                                 | Setanta Sports [en]                        |
| Oceania                                                                                                 |                                            |
| Austrália                                                                                               | Nine Network                               |
| Nova Zelândia                                                                                           | Sky [en]                                   |
| Regiões                                                                                                 |                                            |
| África                                                                                                  | Canal+ Afrique [en]                        |
| América Latina                                                                                          | ESPN (América Latina)                      |
| Ásia | Eclat (SPOTV [en])                         |
| ilhas do Pacífico                                                                                       | Digicel                                    |
| Oriente Médio                                                                                           | beIN Sports MENA [en]                      |
| Agrupamentos                                                                                            |                                            |
| Ásia |                                            |
| Arménia · Geórgia · Tajiquistão · Turquemenistão · Uzbequistão                                          | S Sport                                    |
| Europa                                                                                                  |                                            |
| Albânia · Kosovo                                                                                        | Artmotion [sq] SuperSport (DigitAlb) SW4   |
| Bélgica · Bulgária · Chéquia · Eslováquia · Finlândia · Hungria · Islândia · Noruega · Roménia · Suécia | Eurosport                                  |
| Bósnia e Herzegovina · Croácia · Eslovénia · Macedónia do Norte · Montenegro                            | Sport Klub [en]                            |
| Estónia · Lituânia                                                                                      | S Sport                                    |

## Pontuação e premiação

### Distribuição de pontos
ATP e WTA informam suas pontuações em Grand Slam, distintas entre si, em simples e em duplas. A ITF responde exclusivamente pelos juvenis e cadeirantes.
Considerado torneio amistoso, o de duplas mistas não gera pontos.
No juvenil, os simplistas jogam duas fases de qualificatório, mas só os que passam à chave principal pontuam. Em duplas, a pontuação é por jogador. A partir da fase com 16, os competidores recebem pontos adicionais de bônus (os valores da tabela já somam as duas pontuações).

#### Profissional
| Evento            | V    | F    | SF  | QF  | R16 | R32 | R64 | R128 | Q  | Q3 | Q2 | Q1 |
| Simples masculino | 2000 | 1200 | 720 | 360 | 180 | 90  | 45  | 10   | 25 | 16 | 8  | 0  |
| Duplas masculinas | 2000 | 1200 | 720 | 360 | 180 | 90  | 0   | —    | —  | —  | —  | —  |
| Simples feminino  | 2000 | 1300 | 780 | 430 | 240 | 130 | 70  | 10   | 40 | 30 | 20 | 2  |
| Duplas femininas  | 2000 | 1300 | 780 | 430 | 240 | 130 | 10  | —    | —  | —  | —  | —  |